# Modikwe Dikobe
Modikwe Dikobe (* 13. März 1913 in Seabe, Transvaal; bürgerlich Marks Rammitloa; † unbekannt) war ein südafrikanischer Schriftsteller und Bürgerrechtler.

## Leben
Dikobe verbrachte seine Jugend in Armut und lebte als Zeitungsverkäufer in Johannesburg. In den 1940er- und 50er-Jahren war er an Boykottaktionen, die sich gegen die Rassentrennung in öffentlichen Verkehrsmitteln richteten, beteiligt. Nach dem Zweiten Weltkrieg wurde er einer der Anführer der Hausbesetzerbewegung in Alexandra. Seine Mitgliedschaft in der South African Communist Party und sein politischer Aktivismus führten zunächst zu einer Inhaftierung; nach kurzer Zeit wurde er unter verschiedenen Auflagen wieder entlassen. 1961 wurde schließlich ein Bann gegen ihn verhängt, der später auch seine Bücher umfasste, die aus diesem Grund nur langsam Verbreitung fanden.
1973 veröffentlichte Dikobe den Roman The Marabi Dance, der als wichtiges Werk der südafrikanischen Protestliteratur gilt. Der Roman spielt in der Arbeiterklasse der 1930er- und 40er-Jahre und hat autobiografische Elemente. Er erzählt die Geschichte eines Mädchens in den Slums von Johannesburg, das einen entfernten Verwandten auf dem Land heiraten soll, aber einen anderen Mann liebt. Bis heute wird Dikobe ein Einfluss vor allem auf das südafrikanische Theater nachgesagt. Er soll gemeinsam mit seinem Verleger Lionel Abrahams etwa zwölf Jahre an dem Manuskript gearbeitet haben. Es entstand in der Zeit der 1950er- und frühen 1960er-Jahre. Zu Beginn der 1970er erschien das Werk zunächst als Artikelserie in dem Magazin South African Outlook.
Dikobes zweites Werk, der Gedichtband Dispossessed, erschien 1983 und wurde weniger beachtet. Er beschäftigt sich ebenfalls vor allem mit der südafrikanischen Geschichte des 20. Jahrhunderts. Bis zum Ende der Apartheid fürchtete Dikobe aufgrund seines politischen Hintergrundes um seine Sicherheit, weshalb er seine Bücher unter Pseudonym veröffentlichte und in der Folge zurückgezogen lebte.

## Werke
- The Marabi Dance. Heinemann, London 1984, ISBN 0-435-90124-9 (neuere Ausgabe)
  - deutsch als: Der Marabi-Tanz. Walter, 1973.
- Dispossessed. Rawan Press, 1983, ISBN 0-86975-143-3

## Belege
1. ↑  Michael Titlestad (UNISA): The acoustics of memory: historiography and alterity in representations of 1950s township jazz. 2002 WISER (University of Witwatersrand, Institute for Social and Economic Research), Dokumentenseite 10 (Memento vom 25. September 2006 im Internet Archive) (PDF; 127 kB) abgerufen am 28. September 2012, englisch
2. ↑  Tim Couzens: Eintrag über Modikwe Dikobe in: Eugene Benson, L. W. Conolly (Hrsg.): Encyclopedia of Post-Colonial Literatures in English, Routledge: London / New York (1994), Bd. 1, S. 363f.
3. ↑  James Currey: Africa Writes Back, Oxford / Johannesburg (2008), S. 191ff.

| Personendaten    | Personendaten                                      |
| ---------------- | -------------------------------------------------- |
| NAME             | Dikobe, Modikwe                                    |
| ALTERNATIVNAMEN  | Rammitloa, Marks (wirklicher Name)                 |
| KURZBESCHREIBUNG | südafrikanischer Schriftsteller und Bürgerrechtler |
| GEBURTSDATUM     | 13. März 1913                                      |
| GEBURTSORT       | Seabe, Transvaal, Südafrika                        |
| STERBEDATUM      | 20. Jahrhundert oder 21. Jahrhundert               |